# Story of the Year
Story of the Year (conocidos también por sus siglas SOTY) es una banda de Post-hardcore y Metal alternativo y formada originalmente en St. Louis, Misuri en 1995. Inicialmente se llamaron Big Blue Monkey, pero cambiaron en el 2002 a Story of the Year ya que un grupo de blues tomó el nombre de Blue Monkey. Hasta ahora, Story of the Year han lanzado siete álbumes de estudio, el más reciente, Tear Me to Pieces, lanzado el 10 de marzo de 2023 por SharpTone.
El 11 de agosto de 2017, Story of the Year provocó un clip de 90 segundos de una nueva canción de su quinto álbum financiado por la multitud. La campaña de compromiso comenzó en noviembre de 2016 y se financió por completo en menos de 3 días. La banda utilizó el productor Aaron Sprinkle y los mezcladores Tom Lord Alge & J Hall para completar su quinto álbum de estudio. Confirmaron a través del sitio de compromiso que el nuevo álbum se titulará Wolves, que se lanzó en PledgeMusic el 1 de diciembre de 2017. El lanzamiento del álbum fue el 8 de diciembre de 2017.

## Historia

### Orígenes yPage Avenue(1995-2004)
La banda grabó un par de demos antes de su formación, así como tres EP. Sin embargo, no lanzaron su primer álbum, Page Avenue, sino hasta septiembre del 2003. El primer sencillo del álbum fue "Until the Day I Die", escrito por el vocalista Dan Marsala. Se dejó escuchar entre julio y agosto del 2003 en estaciones como KROQ y vendió miles de copias a nivel mundial. Su segundo sencillo se tituló "Anthem of Our Dying Day" y destacó un video dirigido por Mr. Hahn de Linkin Park. Page Avenue vendió 500.000 copias en todo el mundo. El sencillo "And the Hero Will Drown" destacó como banda sonora del videojuego Need for Speed: Underground.
La banda hizo tour junto con Linkin Park en el Meteora World Tour en el 2004, al lado de P.O.D. y Hoobastank. Estuvieron también en el Vans Warped Tour, y destacaron en el documental del Vans Warped Tour y en Weenie Roast de la KROQ el 12 de junio del mismo año.
La cadena MTV reportó en su página web durante una presentación radial en mayo del 2004 que los miembros de la banda Story of the Year estuvieron envueltos en una perdida pelea con los integrantes de la banda nu-metal Godsmack. La pelea fue iniciada por los fanáticos de Godsmack y fue, de acuerdo con el guitarrista Ryan Phillips, que los miembros de Godsmack estuvieron disgustados sobre la presentación en vivo de Story of the Year. El lío fue provocado por la gente de Godsmack al manifestar sus imágenes contra SOTY en su página web. No han sido involucrados los integrantes de la banda Godsmack, pero estuvieron fichados por la burla. No tuvo lugar ninguna intervención policial. La cuenta de la pelea a cabo por Story of the Year fue reemplazada por un mensaje que dice: "Removí el mensaje sobre Godsmack porque nos propusimos a salir a comer helados con ellos (los de Godsmack)"

### In the Wake of Determination(2004-2007)
La banda lanzó en octubre del 2005 su segundo álbum In the Wake of Determination, que solo logró 150,698 ventas a marzo del 2006, quedándose sin conseguir el disco de oro que los otros dos álbumes anteriores sí alcanzaron.
El 10 de mayo lanzaron Live In the Lou/Bassassins, un CD/DVD de sus presentaciones en vivo y un video del tour. Fue un éxito rotundo entre los fanes de SOTY y recibió la certificación dorada de la RIAA a fines del 2005.
En mayo del 2005 la banda finalizó su tour en Australia con sus bandas teloneras Emery y Flogging Molly.

### The Black Swan(2008-2009)
La banda volvió a los estudios en 2007 para grabar su tercer álbum. En el MySpace de la banda se mostraron al público la portada y el título de su nuevo trabajo, cuyo nombre es The Black Swan, lanzado el 22 de abril de 2008 por su nuevo sello Epitaph Records. Los sencillos promocionales fueron "Wake Up", el doble "The Antidote / Tell Me (P.A.C)" y "Message to the World".
Tanto como el álbum, la banda grabará también su segundo DVD, similar al Live In the Lou/Bassassins. De acuerdo con Ryan Phillips, el DVD mostrará mayor variedad profundamente tanto como un tipo de acuerdo de un año y medio en la historia de Story of the Year, que incluye también a la banda en estudio, durante la preproducción, las composiciones y el trabajo musical. Ryan también espera agregar una pequeña película similar a la de los Bassasins.
Durante el año 2009, Story Of The Year grabó un nuevo tema con los derechos de WWE para el luchador Christian, en su retorno a la empresa en febrero del mismo año con la canción Just Close Your Eyes.
En los últimos meses del año 2009, Story of the Year hizo una propuesta a sus fanes en Facebook, la cual consistía en que puedan reunir más de 7000 fanes, para que puedan grabar un nuevo tema, el cual tuvo el nombre de "To the Burial".

### The Constanty hiato (2010-2011)
Al iniciar el año 2010, Story Of The Year dio a conocer un nuevo tema el cual tendría el nombre de  «I'm Alive», después de esto, la banda dio el anuncio de que se aproximaba un nuevo álbum el cual tendría el nombre de The Constant; Este álbum tiene 11 canciones en las que están incluidas «To the Burial» y «I'm Alive», además contiene dos bonus track. La fecha de lanzamiento de "The Constant" es el 16 de febrero de 2010.
El 14 de diciembre de 2010, la banda anuncio en su Twitter, que harían un show en su ciudad natal San Luis, Misuri, celebrando el décimo aniversario de la banda, en el que tocarían todas las canciones de su álbum, Page Avenue. Dicho show se llevó a cabo el 4 de febrero de 2011 en el que también estuvo presente el rapero, City Spud.
En enero de 2011, Story of the Year grabó la canción «Breed» para un álbum tributo a Nirvana. En el que también participaran otras banda como, Hawthorne Heights. La canción fue grabada en St. Louis MO, con el productor Matt Amelung en el Estudio Second Story.

### Reunión, gira de décimo aniversario dePage Avenue(2013-2014)
El 8 de marzo de 2013, la banda anunció que se reunieron para una gira mundial para celebrar el décimo aniversario de su álbum debut, Page Avenue. También se dijo que la banda ha regrabado Page Avenue, titulado Page Avenue: 10 Years and Counting con fecha de lanzamiento el 8 de octubre de 2013. Originalmente ellos planearon que fuera una versión acústica completa del álbum, pero después la colaboración con City Spud durante su concierto en 2011 decidieron volver a grabar el álbum con una sensación diferente para cada canción en lugar de solo versiones acústicas.

### Cambios de alineación yWolves(2014-2019)
El 30 de septiembre de 2014, la banda anunció en su página de Facebook que el bajista Adam Russell estaba dejando la banda. La banda también dijo que estaban escribiendo un quinto álbum.
El 7 de noviembre de 2016, la banda anunció a través de su página PledgeMusic que lanzarían un nuevo álbum en algún momento de 2017 titulado Wolves. El 25 de octubre de 2017, a través de su página de Facebook, la banda confirmó la fecha de lanzamiento exclusiva de PledgeMusic de Wolves el 1 de diciembre, y la amplia publicación del álbum tendrá lugar el 8 de diciembre. Según Wall of Sound, el álbum tiene pistas del trabajo anterior de la banda, diseminado por todas partes y una sensación vintage, similar a la de Stranger Things.
En marzo de 2018, Philip Sneed anunció su salida de la banda, y poco después, la banda anunció el regreso de Adam Russell.

### Tear Me to Pieces(2020-presente)
A partir de octubre de 2020, durante la pandemia de COVID-19, la banda interpretó sus primeros tres álbumes en tres transmisiones en vivo individuales bajo el título Ghost Signal.
En enero de 2022 se anunció que Story of the Year se uniría al festival When We Were Young entre más de 60 otras bandas emo, incluidas My Chemical Romance y Paramore.
La banda lanzó su nuevo sencillo "Real Life" el 24 de agosto, junto con el anuncio de que habían firmado con SharpTone Records y un nuevo conjunto de fechas de gira junto a Hawthorne Heights y Escape the Fate.
En octubre se anunció que el sexto álbum de Story of the Year se llamaría Tear Me to Pieces, con un nuevo video musical para la canción principal y será lanzado el 10 de marzo de 2023.

## Miembros
| Miembros actuales - Dan Marsala – Voz principal (2000-2011, 2013-presente); Batería, percusión (1995-2000) - Ryan Phillips – Guitarra principal (1995-2011, 2013-presente) - Adam Russell – Bajo, voz secundaria (2000-2011, 2013-2014, 2018-presente) - Josh Wills – Batería, percusión (2000-2011, 2013-presente) | Miembros anteriores - John Taylor – Voz principal (1995-2000) - Perry West – Bajo (1995-2000) - Greg Haupt – Guitarra rítmica, voz secundaria (2000-2002) - Philip Sneed – Guitarra rítmica, voz secundaria, piano, bajo (2003-2011, 2013-2018) |

Timeline

## Discografía
Álbumes de estudio
- 2003: Page Avenue
- 2005: In the Wake of Determination
- 2008: The Black Swan
- 2010: The Constant
- 2017: Wolves
- 2023: Tear Me to Pieces

DVD en vivo
- 2005: Live In the Lou/Bassassins

### Sencillos
| Año  | Título                    | Posición en lista | Posición en lista | Posición en lista | Posición en lista | Álbum                        |
| Año  | Título                    | U.S.              | U.S. Mod.         | U.S. Main.        | UK                | Álbum                        |
| ---- | ------------------------- | ----------------- | ----------------- | ----------------- | ----------------- | ---------------------------- |
| 2003 | "Until the Day I Die"     | —                 | 12                | —                 | 62                | Page Avenue                  |
| 2004 | "Anthem of Our Dying Day" | —                 | 10                | —                 | —                 | Page Avenue                  |
| 2004 | "Sidewalks"               | —                 | 40                | —                 | —                 | Page Avenue                  |
| 2005 | "We Don't Care Anymore"   | —                 | 28                | 38                | —                 | In the Wake of Determination |
| 2006 | "Take Me Back"            | —                 | —                 | —                 | —                 | In the Wake of Determination |
| 2008 | "Wake Up"                 | —                 | 50                | —                 | —                 | The Black Swan               |
| 2008 | "The Antidote"            | —                 | —                 | —                 | —                 | The Black Swan               |
| 2009 | "Terrified"               | —                 | —                 | —                 | —                 | The Black Swan               |